# Epidendrum rhizomaniacum
Epidendrum rhizomaniacum är en orkidéart som beskrevs av Heinrich Gustav Reichenbach. Epidendrum rhizomaniacum ingår i släktet Epidendrum och familjen orkidéer. Inga underarter finns listade i Catalogue of Life.